# Schneeketten

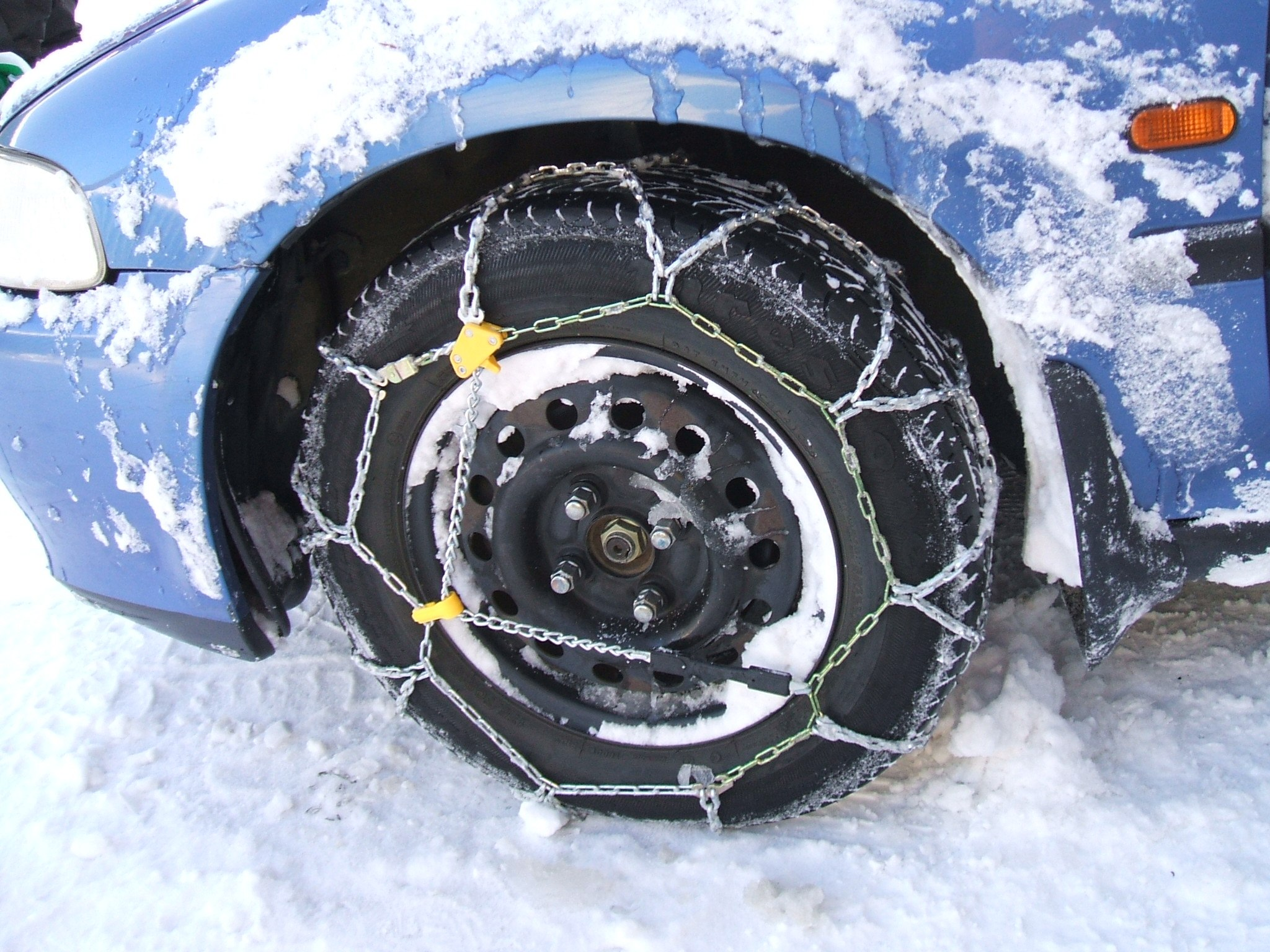
PKW-Vorderrad mit Schneeketten

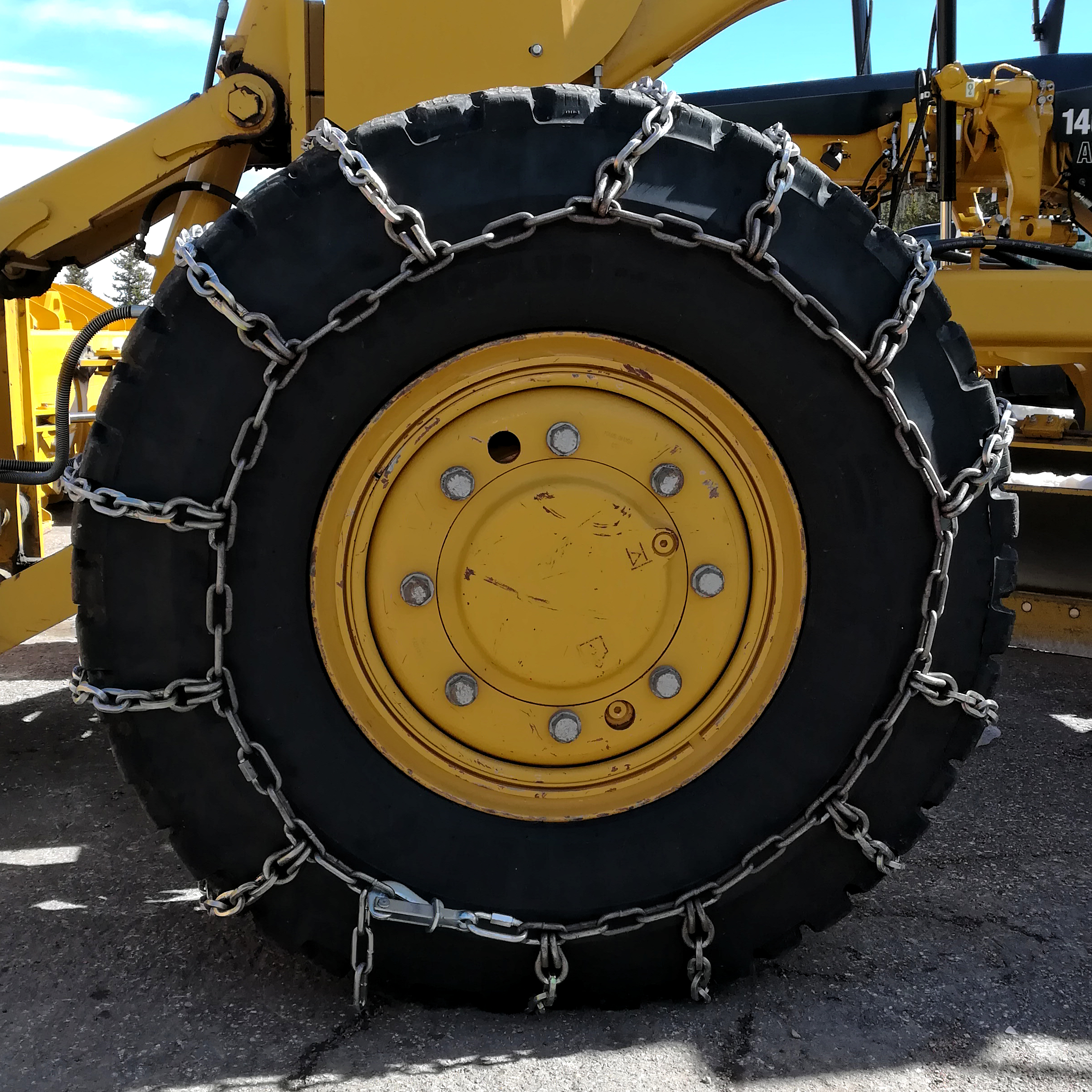
Schneeketten am Vorderrad eines Graders am Pikes Peak Highway

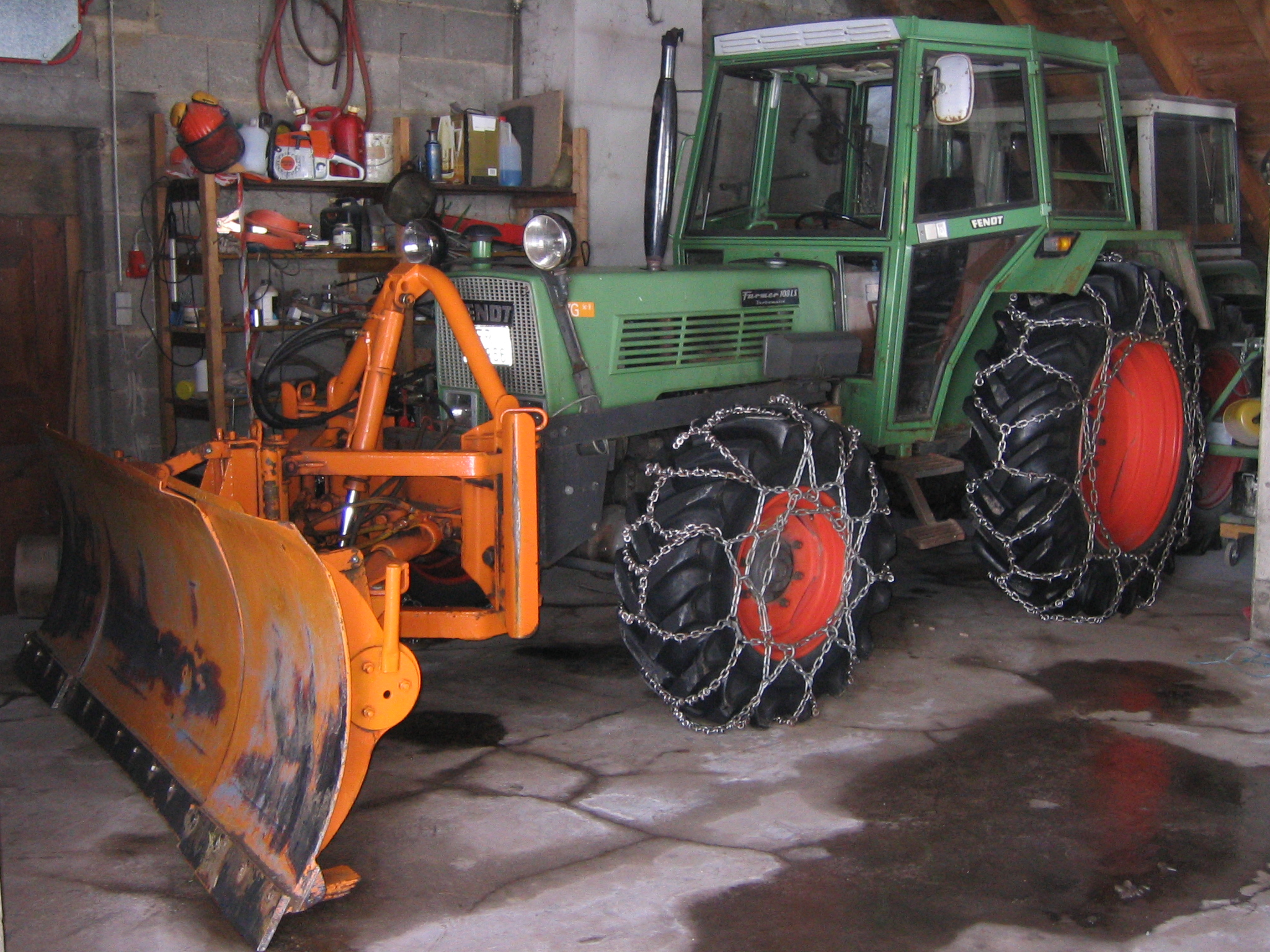
Fendt-Traktor mit Schneepflug und Schneeketten

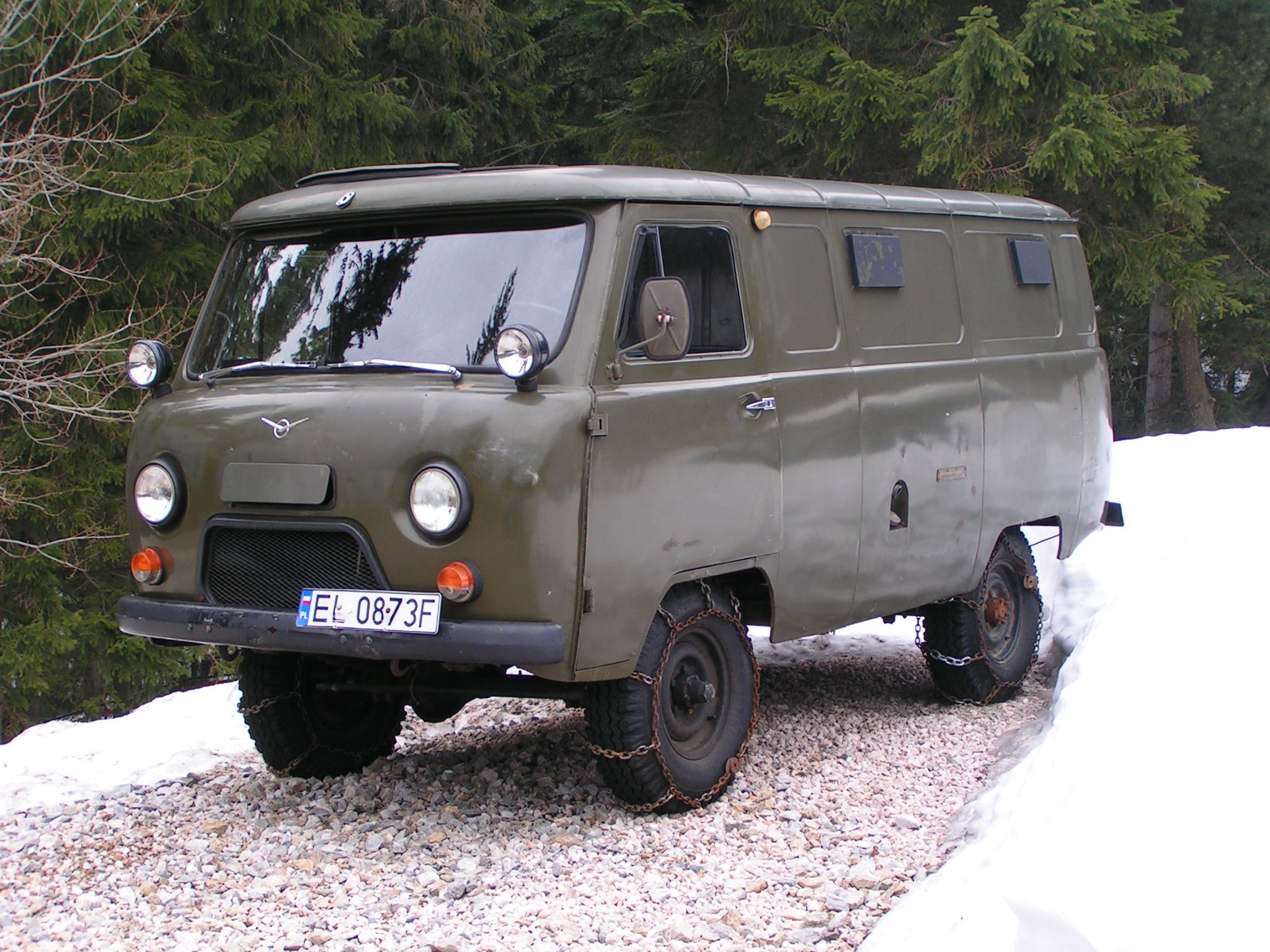
Ein UAZ-452 mit aufgezogenen Schneeketten

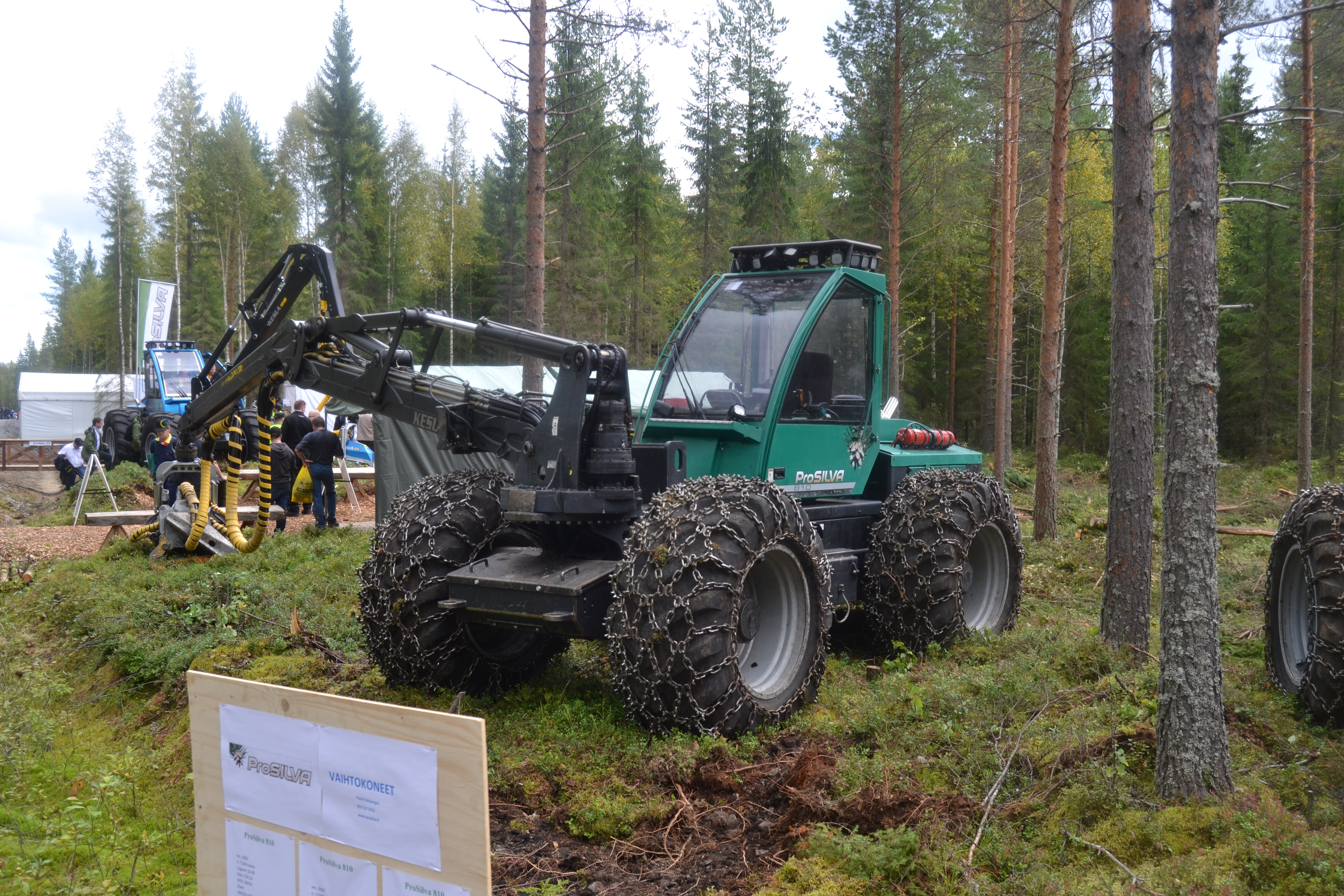
Holzvollernter mit Schneeketten

Schneeketten sind eine Fahrhilfe für Straßenfahrzeuge auf schneebedeckten Fahrbahnen und im matschigen Gelände, sie werden auf den Reifen montiert. Man unterscheidet zwischen vollwertigen Schneeketten und Anfahrhilfen. Vollwertige Schneeketten bilden ein Netz, das über die Laufflächen der Reifen gezogen wird und dort während der Fahrt verbleibt. Anfahrhilfen werden nach dem Gewinn einer festen Fahrbahn wieder entfernt.
Nach der Anordnung der Ketten unterscheidet man weiter nach Antriebsketten und Spurketten.
Antriebsketten verhindern ein Durchdrehen der Räder. Sie werden auf den Rädern der Antriebsachse(n) montiert. Die Kettenstücke, die das Durchrutschen der Räder verhindern sollen, verlaufen quer zur Lauffläche.
Spurketten werden auf den Rädern der Lenkachse(n) montiert und geben den Rädern eine Längsführung, um ein seitliches Wegrutschen zu verhindern. Hier verlaufen die wesentlichen Kettenstücke in der Laufrichtung.
Heute sind die meisten auf PKW oder LKW verwendeten Ketten eine Kombination aus Antriebs- und Spurketten. Die Kettenstücke verlaufen kreuz und quer über die Lauffläche und sind immer wieder mit Längsstücken verbunden. Reine Antriebsketten werden hauptsächlich auf Baumaschinen oder Zugmaschinen im Forstbetrieb zur Holzbringung verwendet.
Die Kettenglieder sind aus gehärtetem Stahl, Plastik, Textilien oder anderen Materialien angefertigt. Sie sind meist kantig, um einen besseren Reibungswiderstand zu ergeben. Oft sind noch lockere runde Kettenglieder vorhanden, die die abrollende Kette laufend von haftendem Schnee befreien sollen.

## Geschichte
Schneeketten sind eine Erfindung des US-Amerikaners Harry D. Weed, dem das US-Patentamt am 23. August 1904 eine Patenturkunde erteilte.

## Benutzung
Es bestehen unterschiedliche Ansichten, ob Ketten fest gespannt oder locker zu befestigen sind. Während lockere Ketten eine bessere Selbstreinigungskraft haben, schädigen fest gespannte Ketten die Oberfläche des Reifens weniger. Da in den Radkästen meist nur wenig Platz ist, wird die Kette eher gespannt montiert.
Vor dem Anlegen der Ketten ist zu prüfen, ob in den Radkästen ausreichend Platz vorhanden ist. Nicht alle Fahrzeuge erlauben die Montage von Ketten auf Winterreifen der Standardgröße. Hier kann es zu Schäden an Blechteilen oder den Halbachsen kommen.
Bei einfachen Modellen wird die Kette in Längsrichtung vor den jeweiligen Reifen ausgelegt. Anschließend muss ein Stück auf die Kette gefahren werden, um diese danach um den Reifen legen und die beiden Enden zusammenhängen zu können. Die Montage ist für Ungeübte mühsam. Deshalb versuchen die Kettenhersteller, den Vorgang zu vereinfachen. Bei solchen Ketten wird ein federnder Stahlring über den Reifen eingehängt, anschließend fährt man ein paar Zentimeter, um auch die Außenseite der Kette zusammenzuhängen. Nach der Montage sind einige Meter zu fahren und die Spannkette nochmals nachzuspannen.
Bei Fahrzeugen mit ESP oder ASR können Schneeketten unter Umständen nicht ihre volle Wirkung entfalten. Die Fahrhilfen verhindern ein starkes Durchdrehen der Räder und damit das „Eingraben“ der Ketten in den Untergrund. Es kann daher sinnvoll sein, je nach Fahrzeug ESP/ASR abzuschalten oder deren Eingriffsschwellen anzuheben.
Die zulässige Höchstgeschwindigkeit für das Fahren mit Ketten ist in vielen Ländern gesetzlich geregelt. So ist die Geschwindigkeit in Deutschland nach § 3 IV StVO auf 50 km/h beschränkt, ebenso in der Schweiz und in Tschechien. In Österreich ist sie nicht geregelt. Möglich sind aber auch Geschwindigkeitsbeschränkungen durch den Kettenhersteller, die unabhängig von den Vorschriften zu beachten sind.

## Varianten

### Anfahrhilfen
Anfahrhilfen dienen der Überwindung von Schwierigkeiten beim Anfahren. Sie eignen sich nur für kurze Wege (Verlassen eines Grundstücks o. ä.) nach denen ohne Ketten weitergefahren werden kann. Bei PKW werden als Anfahrhilfe lediglich Klammern auf den Rädern montiert.
Im eher seltener anzutreffenden Fall von Schneeketten auf Motorrädern kommen u. a. spezielle Anfahr-Krallen oder Riemen zum Einsatz.

### Motorrad-Schneeketten
Einen eher selteneren Einsatz finden Schneeketten an Motorrädern. Speziell im (stabileren) Gespannbetrieb sind Schneeketten im Winter aber als Hilfsmittel einsetzbar, um die gewünschte Traktion aufzubauen.
Aufgrund der relativ geringen Verbreitung werden Schneeketten für Motorräder oft im Selbstbau hergestellt. Es gibt aber auch ein paar vereinzelte Hersteller von Motorrad-Schneeketten.

### Schleuderketten

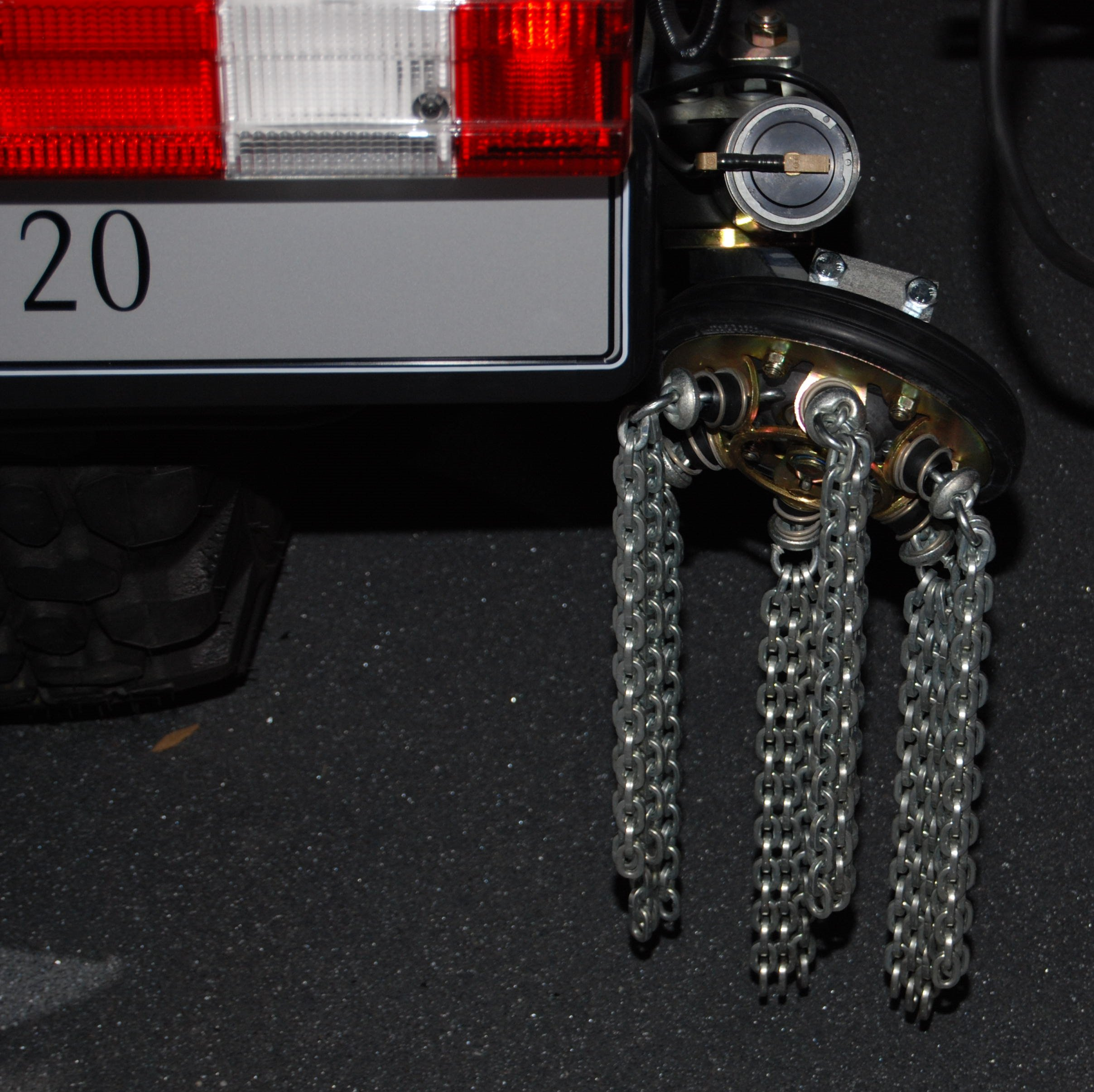
Schleuderkette unter Unimog

Schleuderketten (technische Bezeichnung: Rotationskette) sind Traktionshilfen für Fahrzeuge bei vereisten oder verschneiten Verkehrswegen. Sie bestehen aus mehreren Kettensträngen, die mit einer Seite an rotierenden Scheiben mit senkrecht angeordneter Drehachse befestigt sind („Kettenradsatz“). Diese Kettenradsätze sind in der Nähe der Antriebsräder auf der Innenseite montiert. Bei schlechten Straßenverhältnissen werden sie in Drehbewegung versetzt, so dass durch die Drehung des Kettenrades die Kettenstücke durch die Fliehkraft auf eine Kreisbahn beschleunigt werden. Dadurch werden sie fortwährend von vorne zwischen Reifenlauffläche und Fahrbahn geschleudert. Rollt das Rad dann auf die Ketten, so ergibt sich wie bei Schneeketten eine höhere Reibung und Traktion. Die Rotorachse der Ketten ist um ca. 45° zur Vorderseite des Fahrzeuges hin gedreht. Die Drehrichtungen an linker und rechter Fahrzeugseite müssen entgegengesetzt sein. Bei Rückwärtsfahrt müssen die Drehrichtungen umgekehrt werden. Dies wird im Normalfall dadurch erreicht, dass die Kettenradsätze der Schleuderketten direkt in Form eines Reibradantriebes von den Reifenflanken der Fahrzeugräder angetrieben werden – im Prinzip wie bei einem Fahrrad-Seitenläuferdynamo.
Im nicht aktiven Zustand steht das Kettenrad still und die Kettenstränge hängen lose nach unten. Ihre Länge und die Ruheposition der Kettenradsätze ist so bemessen, dass die Enden der Kettenstränge die Fahrbahn nicht berühren.
Der Vorteil von Schleuderketten ist, dass sie meist vom Fahrersitz aus ein- und ausgeschaltet werden können. Dadurch sind sie umgehend einsatzbereit und ebenso schnell wieder ausgeschaltet. Dies erübrigt ein verkehrsbehinderndes Anhalten zum zeitaufwändigen Aufziehen und Abnehmen konventioneller Schneeketten. Schleuderketten ersetzen allerdings nicht die durch Verkehrszeichen vorgeschriebenen Ketten. Bei einer gesetzlich verordneten Kettenpflicht dürfen nur vollwertige Ketten verwendet werden.
Schleuderketten werden hauptsächlich bei schweren Nutzfahrzeugen angewendet.

### Schneegreifer

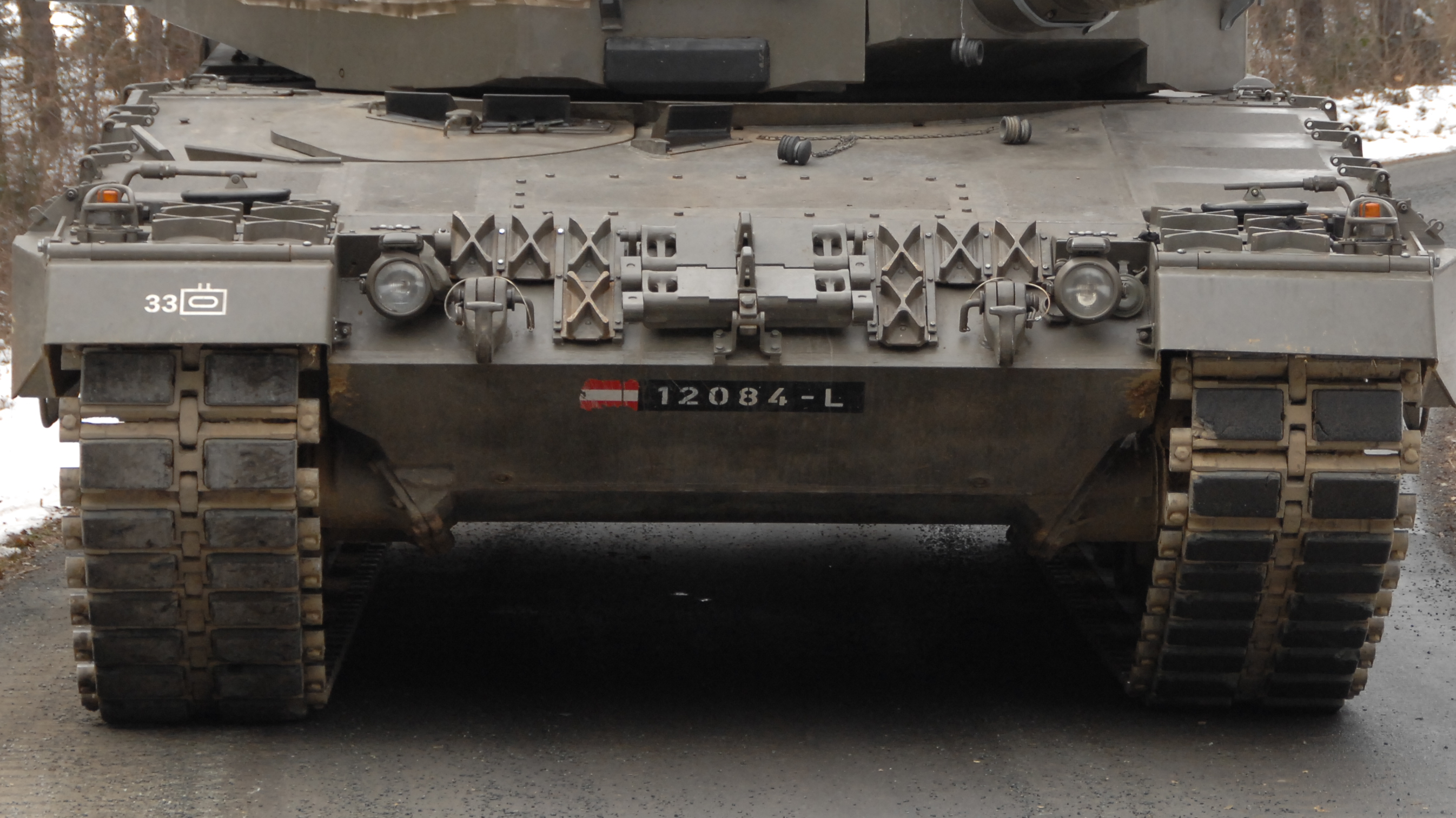
Schneegreifer und Ersatzkettenglieder (Mitte) an einem Leopard-2-Panzer

Eine Sonderform an Kettenfahrzeugen sind hauptsächlich im Militärbereich Schneegreifer. Ihre metallenen Gleisketten sind üblicherweise mit profillosen Gummipolstern bestückt. Auf glattem Untergrund (Eis, festgefahrener Schnee) bieten sie jedoch nur wenig Traktion. Daher können einige der Gummipolster durch metallene Greifer ersetzt werden. Die Schneegreifer werden im ungenutzten Zustand üblicherweise außen am Fahrzeug in ein oder mehreren Reihen befestigt.

### Schneesocken
Eine relativ neue Erfindung sind Schneesocken. Im Gegensatz zu Schneeketten bestehen sie aus Textilmaterial. Sie bieten einige Vorteile, darunter geringeres Gewicht und vereinfachte Montage. Nachteilig ist, dass sie nicht in allen Ländern zugelassen sind und relativ schnell verschleißen.

## Einsatzzeitpunkt und rechtliche Regelungen

Straßentafel Schneekettenpflicht, in Deutschland Zeichen 268 der StVO

LKW oder Busse, die im Nahverkehr der einschlägigen Regionen unterwegs sind, werden generell mit Schneeketten ausgerüstet. Oberleitungsbusse werden hingegen auf Grund von Sicherheitsüberlegungen bezüglich der Isolation meist nicht mit Schneeketten ausgerüstet, stattdessen werden mehrere Achsen angetrieben und/oder Sandstreueinrichtungen eingesetzt. Ebenfalls schwierig ist die Situation beim Fernverkehr, da hier die Fahrzeuge oft keine Ketten mit sich führen und dann entweder Umfahrungen oder Wartezeiten in Kauf nehmen müssen, bis eine Strecke wieder frei befahrbar ist. Fahrzeuge, die schnell einsatzbereit sein müssen, wie z. B. Feuerwehrfahrzeuge, stehen in der kalten Jahreszeit meistens mit angelegten Ketten in der Garage, weil die Ketten schneller abgenommen als aufgelegt werden können.
An Autobahnen müssen vor Abschnitten, für die eine Kettenpflicht in Betracht kommen kann, so genannte Kettenanlegeplätze vorgesehen werden. Ein Beispiel hierfür ist die Wiener Außenringautobahn, die besonders in den frühen Morgenstunden nach Schneefall teilweise nur mit Ketten befahren werden kann.
In Österreich gilt für Fahrzeuge über 3,5 Tonnen Gesamtgewicht in der Zeit zwischen 1. November und 15. April eine Mitnahmepflicht für zwei Antriebsräder, sodass sie im Bedarfsfall immer angelegt werden könnten.